# 伴春雄
伴 春雄（とも の はるお）は、平安時代前期の貴族。官位は従四位下・播磨守。

## 経歴
貞観19年（877年）正月に行われた陽成天皇即位後の叙位で従五位下に叙爵する（当時は散位）、同月末に京畿で発生した飢饉に際して、売常平所米使に任ぜられた。同年4月に陽成天皇の大嘗会の主基事を務めた。元慶2年（878年）正月に再び売常平所米使に任ぜられる。その後、宮内少輔・右京亮を歴任する。
光孝朝に入ると、元慶9年（885年）紀伊介次いで紀伊守に任ぜられるが、任地へ赴いていなかったらしく、翌仁和2年（886年）同じく任地へ下向していない他の国司らと一緒に召問を受けた。のち、従四位下・播磨守に至る。

## 官歴
注記のないものは『日本三代実録』による。
- 時期不詳：正六位上
- 貞観19年（877年） 正月3日：従五位下。正月23日：売常平所米使
- 元慶2年（878年） 正月28日：売常平所米使。2月15日：宮内少輔
- 時期不詳：右京亮
- 元慶9年（885年） 正月16日：紀伊介。2月20日：紀伊守
- 時期不詳：従四位下。播磨守[3]

## 系譜
- 父：不詳（主殿頭・伴須賀雄[4]、右衛門佐・伴中庸[5]、下野守・伴河男[6]の諸説がある。）
- 母：不詳
- 妻：不詳
- 生母不明の子女
  - 男子：伴保平[4][3]
  - 男子：伴忠行[5]